# Igreja de Santo Cristo

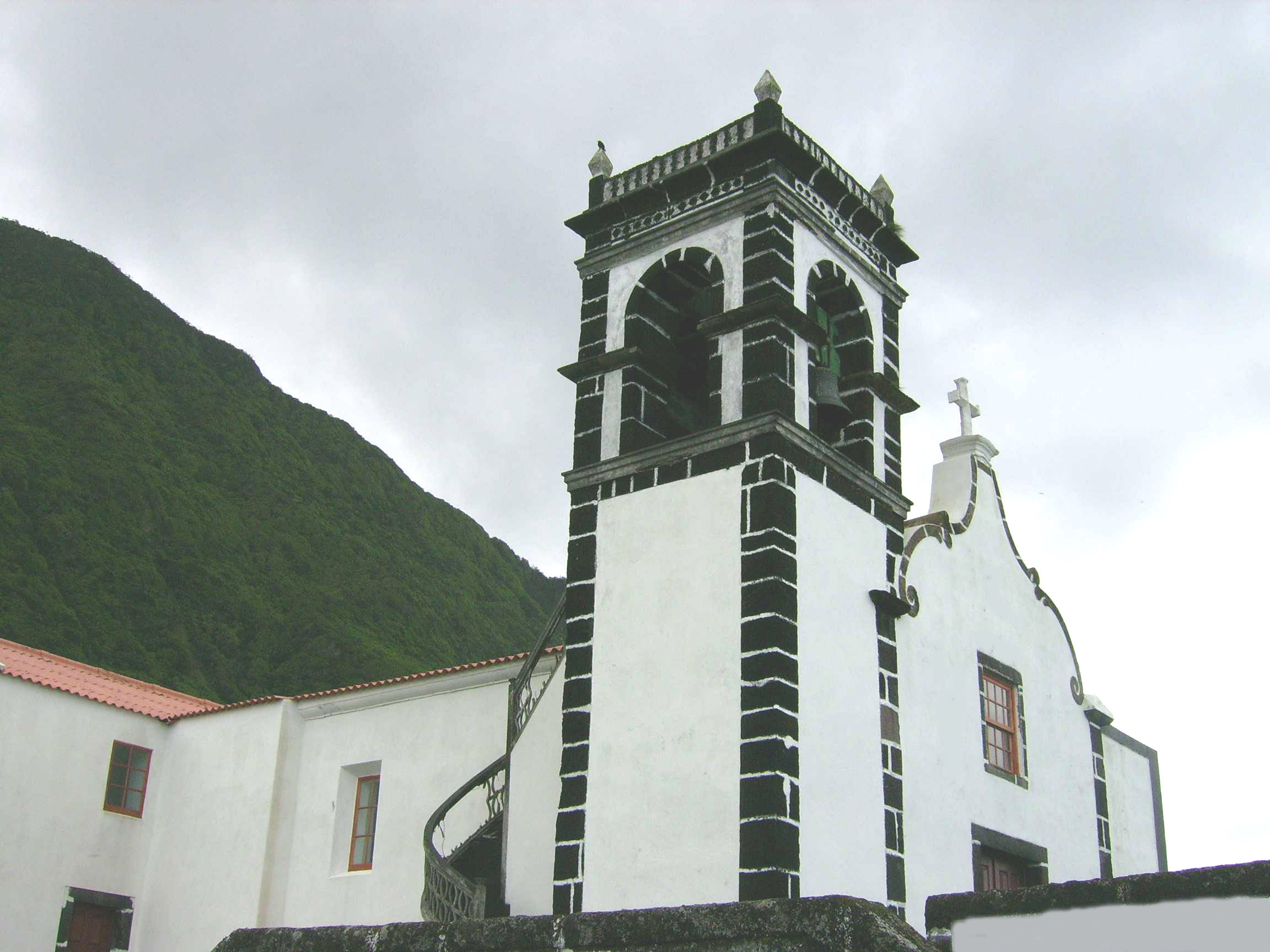
Igreja de Santo Cristo localizada na Fajã de Santo Cristo, ilha de São Jorge.

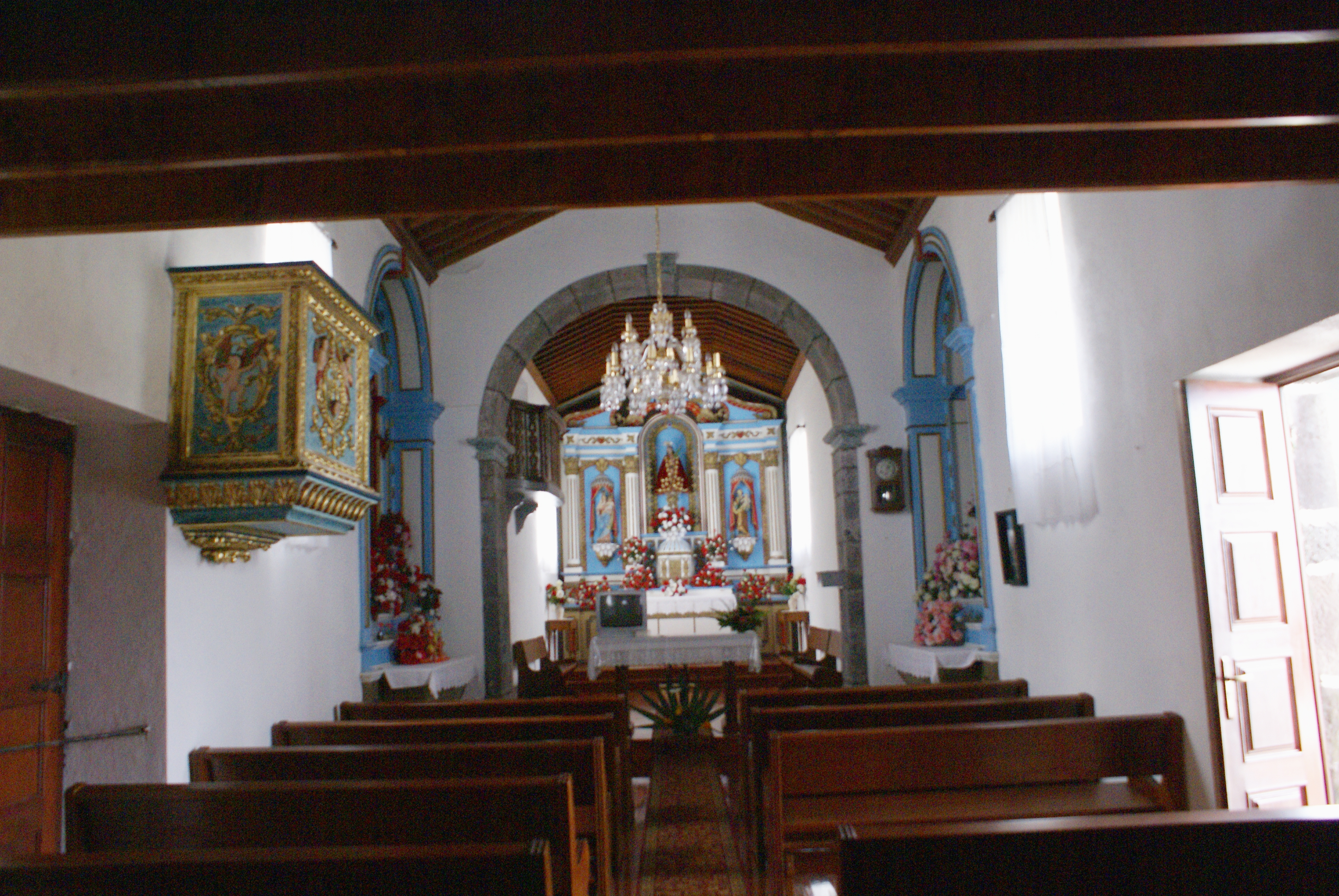
Igreja de Santo Cristo, interior.

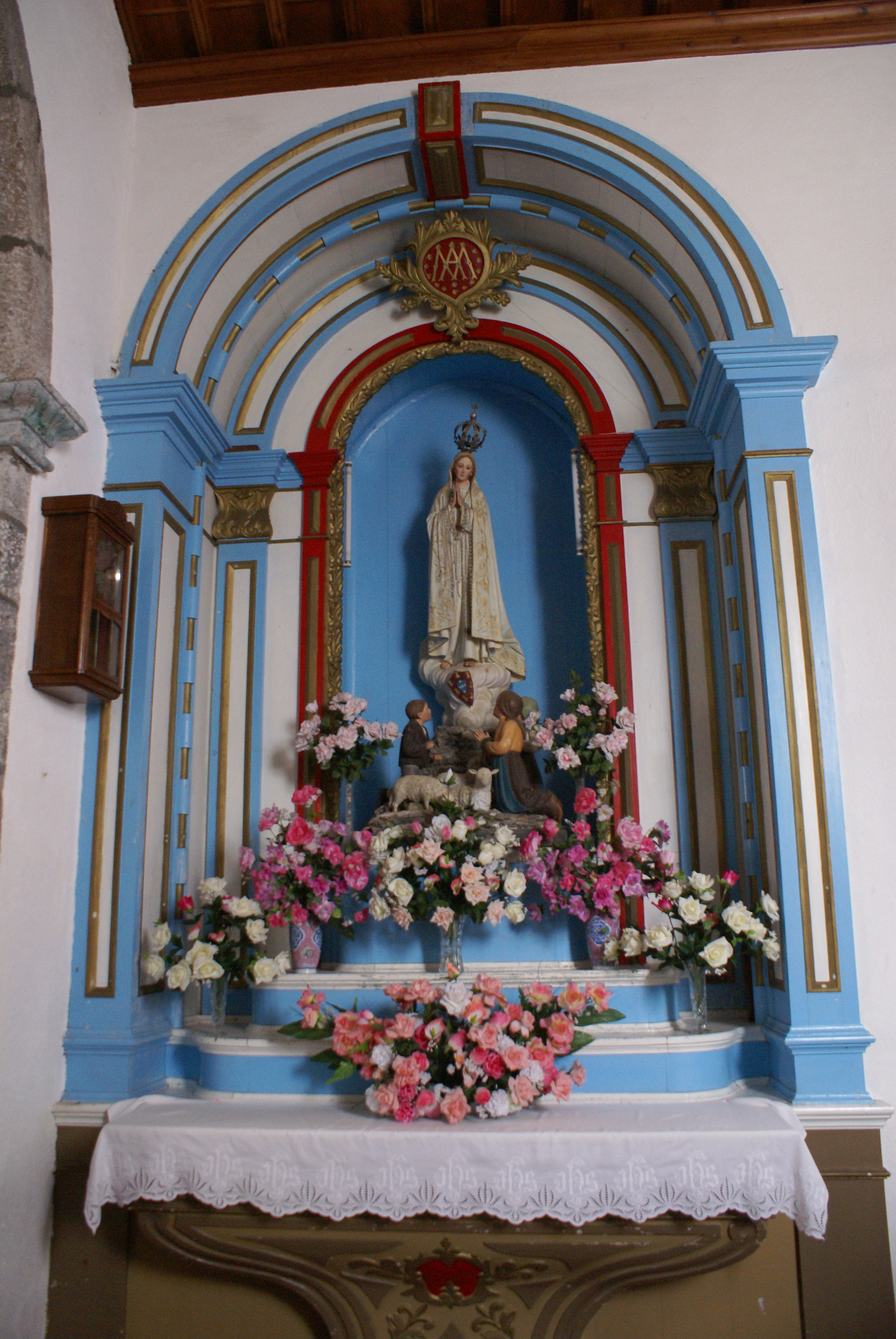
Igreja de Santo Cristo, Nossa Senhora.

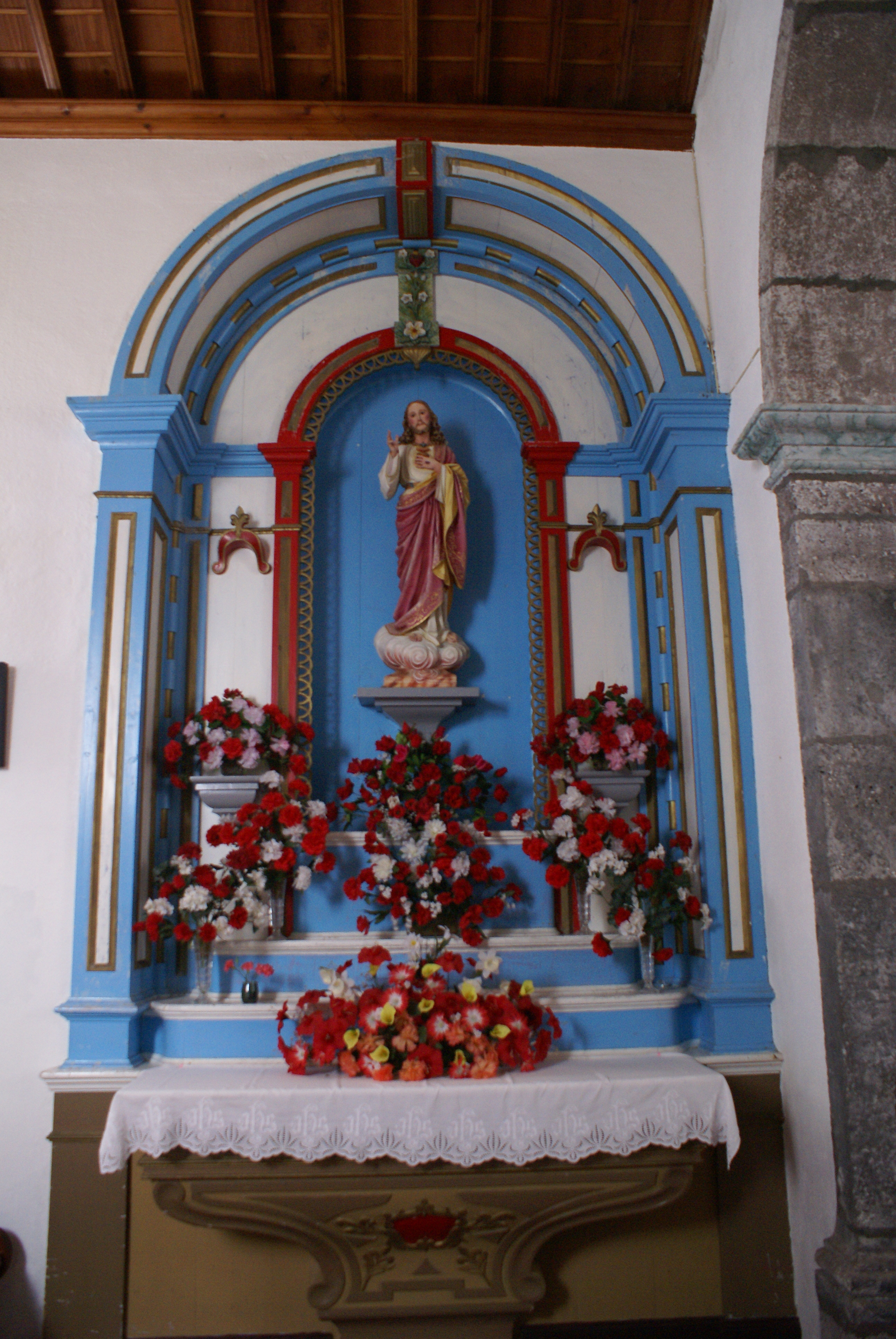
Igreja de Santo Cristo, Sagrado Coração de Jesus.

A Igreja de Santo Cristo também denominado Santuário da Caldeira de Santo Cristo é um templo Portuguesa localizado na Fajã da Caldeira de Santo Cristo, freguesia da Ribeira Seca, concelho da Calheta, ilha de São Jorge.
O templo desta fajã, cujo Patrono é o Senhor Santo Cristo, foi benzido no dia 10 de Novembro de 1835 embora a sua construção tenha sido iniciada em 1832. Desde essa altura que se transformou num local de culto onde vão devotos de toda a ilha. Vão para o pagamento de promessas e pedidos de graças.
A festa do Padroeiro desta igreja é no primeiro Domingo de Setembro, com missa, procissão e arrematações. Os peregrinos, praticamente de toda a ilha, deslocam-se até aqui, tanto pelo caminho da Fajã dos Cubres, como pela vereda da Caldeira de Cima que começa a grande altitude, na Serra do Topo e que tem vistas de cortar a respiração.
Apresenta trabalhos em cantaria de basalto negro onde se destaca o trabalho efectuado junto das portas e janelas e principalmente a torre sineira. Por cima da referida porta de entrada apresenta uma Cruz pintada de branco.
A referida torre sineira não é dotada de cúpula sendo rematada por quatro pináculos que lhe encimam os cantos.
No interior encontra-se uma imagem do Senhor Santo Cristo no altar-mor e nas laterais uma imagem de Nossa Senhora e outra de São José. O interior apresenta-se simples, em tons de branco e azul celeste e vermelho. O madeiramento do tecto foi elaborado de forma a dar ao edifício um agradável aspecto ao manter a cor original da madeira.